# Trindade Atlético Clube
Le Trindade Atlético Clube est un club brésilien de football basé à Trindade dans l'État de Goiás.